# علم الاستدامة
ظهر علم الاستدامة في القرن الحادي والعشرين كنظام أكاديمي جديد. تم تقديم هذا المجال العلمي الجديد رسميًا من خلال "بيان الولادة" في المؤتمر العالمي "تحديات الأرض المتغيرة 2001" في أمستردام الذي نظمه المجلس الدولي للعلوم (ICSU)، والبرنامج الدولي للغلاف الأرضي والمحيط الحيوي (IGBP)، البرنامج الدولي للأبعاد البشرية بشأن تغير البيئة العالمية والبرنامج العالمي لأبحاث المناخ (WCRP). يعكس المجال الرغبة في إعطاء العموميات والنهج الواسع النطاق لـ"الاستدامة" أساسًا تحليليًا وعلميًا أقوى لأنه "يجمع بين المنح الدراسية والممارسة، ووجهات النظر العالمية والمحلية من الشمال والجنوب، والتخصصات عبر العلوم الطبيعية والاجتماعية والهندسة والطب". يقترح عالم البيئة ويليام س. كلارك أنه يمكن التفكير بشكل مفيد في أنه "ليس بحثًا" أساسيًا "أو "بحثًا تطبيقيًا"ولكن كمجال محدد بالمشكلات التي يعالجها بدلاً من التخصصات التي يستخدمها وأنه "يخدم الحاجة إلى تطوير المعرفة والعمل من خلال إنشاء جسر ديناميكي بين الاثنين".
يركز المجال على دراسة التفاعلات بين الأنظمة البشرية والبيئية والمهندسة لفهم والمساهمة في حلول للتحديات المعقدة التي تهدد مستقبل البشرية وسلامة أنظمة دعم الحياة على كوكب الأرض، مثل تغير المناخ وفقدان التنوع البيولوجي والتلوث وتدهور الأراضي والمياه.
يستمد علم الاستدامة، مثل الاستدامة نفسها، بعض الزخم من مفاهيم التنمية المستدامة وعلوم البيئة. يوفر علم الاستدامة إطارًا مهمًا للاستدامة بينما يوفر قياس الاستدامة البيانات الكمية المسندة بالأدلة اللازمة لتوجيه حوكمة الاستدامة.